# ゼノタルソサウルス
ゼノタルソサウルス Xenotarsosaurus は獣脚類アベリサウルス科の恐竜で、後期白亜紀のアルゼンチンに生息した。
1980年、地質学者フアン・カルロス・シュットー Juan Carlos Sciutto はアルゼンチン・チュブ県から北に6kmのオチョ・ヘルマノス放牧場で化石を発見した。それは獣脚類のものと思われた。後に古生物学者ホセ・フェルナンド・ボナパルテの指導の下、恐らく同じ個体のものと思われるいくつかのより多くの標本が発掘された。
1986年、リカルド・マルティネス、オルガ・ヒメネス、ホルヘ・ロドリゲス、そしてグラシエラ・ボチャテイはその獣脚類を新属新種とし、ゼノタルソサウルス・ボナパルテイと命名した。属名は、脛骨下端部の異常な構造に因み古代ギリシャ語の xenos（奇妙な）とtarsos（足首）とsauros（トカゲ)の組み合わせで、｢奇妙な足首のトカゲ｣を意味する。種小名はホセ・フェルナンド・ボナパルテへの献名なのだ。全長は5.4mと推定された。
模式標本 (そして既知の唯一のゼノタルソサウルスの化石でもある)はバホバレアル累層で見つかった。1986年、この地層はカンパニアンのものと見られていたが、現在はセノマニアン前期からチューロニアンと考えられている。骨は2つのコタイプを構成する。UNPSJB PV 184,は2つの後ろ側の腰椎で、PVL 612, は長さ611mmの大腿骨、脛骨、中足骨、踵の骨要素を含む右後肢。つまさきの要素が無いことを除けば完全な右脚だった。広がった脛骨の下端部で再び癒合される（足首が動かないようになっている）要素を形成しており、その事が属名のもととなった。大腿部と下腿部と中足部のプロポーションから、走るのが速かったと思われる。後肢が見つかっていないカルノタウルスの足が速かったとされる事があるのも、ゼノタルソサウルスとの類縁性だけが根拠である。
一般的にゼノタルソサウルスはアベリサウルス科に含められることが多く、しばしばカルノタウルスと同じような姿で復元される。しかし不確かなネオケラトサウルス類かその近縁種とする事も提案されている。